# Richard Caesar

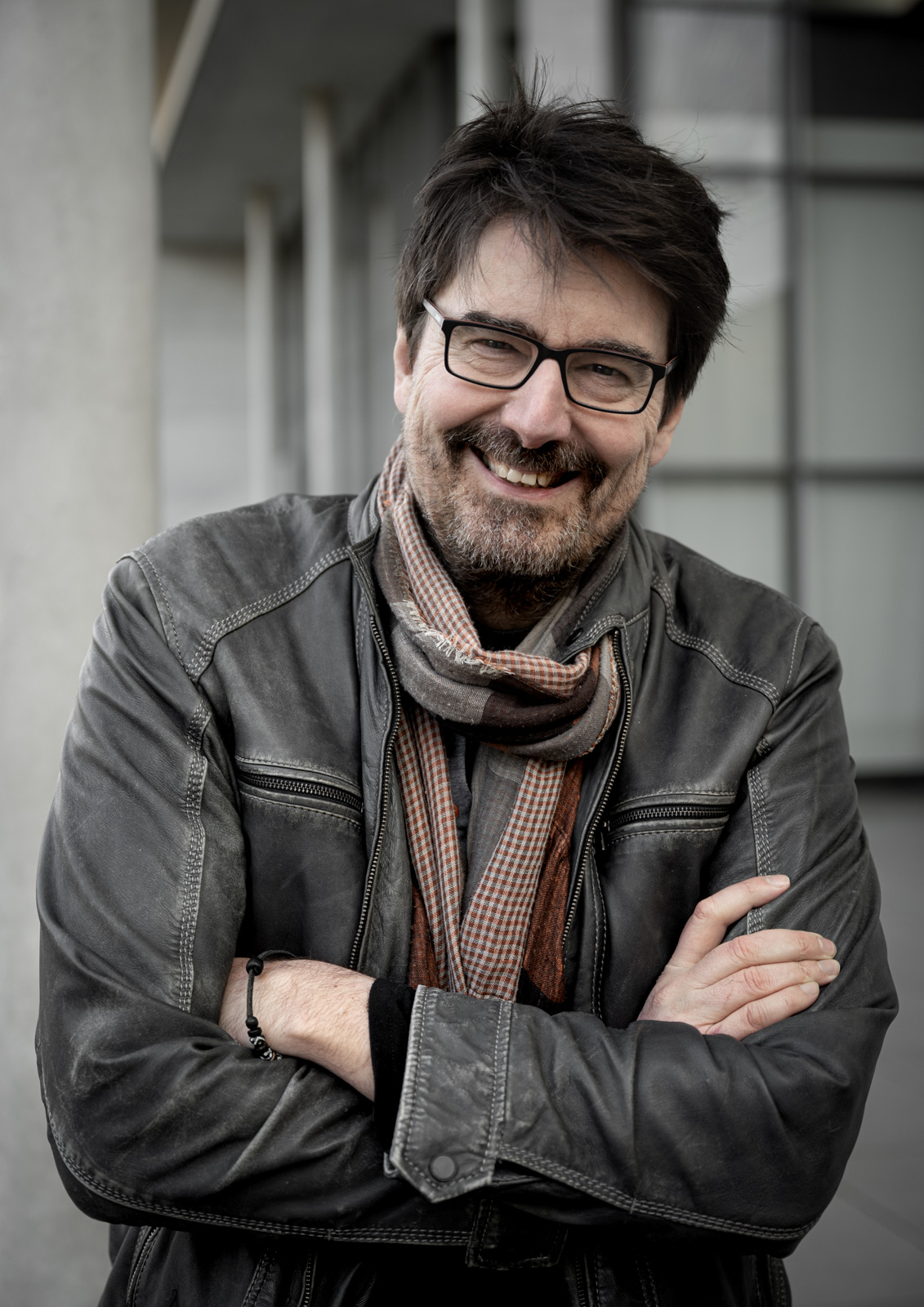
Richard Caesar (2022)

Richard Caesar (* 4. August 1962 in Kelkheim (Taunus)) ist ein deutscher Filmregisseur, Drehbuchautor und Fotograf.

## Leben und Wirken
Richard Caesar wuchs als Sohn eines deutsch-französischen Zahnarztes und einer deutschen Künstlerin auf. Nach dem Abitur an der Bischof-Neumann-Schule in Königstein (1980) studierte er an der Goethe-Universität in Frankfurt Germanistik, Theaterwissenschaften und Geschichte. 1985 wechselte er an die Hochschule für Fernsehen und Film in München, wo er 1992 seinen Abschluss im Studienfach Film- und Fernsehregie machte.
Caesar schrieb und inszenierte vier prädikatisierte Kurzfilme. Sein mehrfach ausgezeichneter Abschlussfilm Concierto Evolución lief auf der Weltausstellung 1992 in Sevilla vor über 500.000 Zuschauern in einem eigenen Kino, als Vorfilm in 400 US-Kinos und im Rahmen eines Free-Loan-Programms an 2500 US-Highschools. 1995 folgte die TV-Serie Gegen den Wind, für die Caesar zwei Folgen auf Maui, Hawaii inszenierte. 1997 realisierte er nach eigenem Drehbuch den 40min. Science-Fiction Fantasy for a New Age. Für den anlässlich des 150-jährigen Jubiläums der Firma Siemens produzierten, international mehrfach ausgezeichneten mittellangen Spielfilm konnte er Oscar-Preisträger Vilmos Zsigmond als Kameramann gewinnen (The Deer Hunter, Unheimliche Begegnungen der dritten Art).
2000 inszenierte Caesar seinen ersten 90min. Spielfilm The Calling mit Laura Harris, Alice Kriege and Richard Lintern. Der von Bernd Eichinger und Norbert Preuss für die Constantin Film produzierte, englischsprachige Mysterythriller wurde in Cornwall und London gedreht und in über 30 Ländern in Kino, TV und/oder DVD veröffentlicht.
Anschließend wandte sich Caesar dem Theater zu. Das von ihm inszenierte Stück J.J.Rousseau’s Pygmalion mit Robert Meyer, für das Caesar die Originalvorlage neu aus dem Französischen übersetzte, wurde nach der Aufführung in Düsseldorf unter seiner Regie fürs TV aufgezeichnet und von dem deutsch-französischen Kultursender Arte ausgestrahlt.
Seit seinem Studium arbeitet Caesar als Fotograf und dreht als Regisseur nationale und internationale Commercials für Brands wie L’Oréal, Nivea, Lenor, Veet, Telekom oder McKinsey (u. a. in Indien, Argentinien, Südafrika, Island, UK, Neuseeland, USA). Von 2004 bis 2009 war er außerdem einer von drei Inhabern der Postproduktions-Firma Lizard Lounge in München. Seit 2018 unterrichtet Caesar zudem wiederholt als Gastdozent im Bereich Regie an der Hochschule für Fernsehen und Film in München.
Seit 2020 arbeitet Caesar gemeinsam mit seiner Lebenspartnerin Sabine Radebold auch als Drehbuchautor. Gemeinsam verfassten die beiden bislang drei realisierte Drehbücher für die ZDF Primetime-Reihe Mordsschwestern, sowie mehrere bislang unrealisierte Projekte für Streaming und TV, deren Umsetzung mit unterschiedlichen Produktionsfirmen geplant ist. Er ist weiterhin als Regisseur und Fotograf tätig.
Richard Caesar lebt in München.

## Auszeichnungen
- 1992: Moskau VGIK Studentenfilmfestival – Hauptpreis für Concierto Evolución
- 1992: Moskau VGIK Studentenfilmfestival – Sonderpreis der Georgischen Jury für Concierto Evolución
- 1992: The New York Festivals – Silver Medal für Concierto Evolución
- 1992: Rotterdam – Fist Prize für Concierto Evolución
- 1994: Festival de Biarritz – Grand Prix für Concierto Evolución
- 1992: Deutscher Wirtschaftsfilmpreis in Gold
- 1993: Festival du film sur l'énergie Lausanne – Grand Prix für Concierto Evolución
- 1995: The New York Festivals – Gold Medal für The Kid & The Kite
- 1995: Deutscher Wirtschaftsfilmpreis in Gold
- 1996: Chicago – Golden Camera Award für The Kid & The Kite
- 1998: Deutscher Wirtschaftsfilmpreis in Gold
- 1998: Festival de Biarritz – Grand Prix für Fantasy for a New Age
- 1999: Festival du film sur l'énergie Lausanne – Mention spéciale du Jury de la presse für Fantasy for a New Age
- 2000: Animago Award für The Calling
- 2009: Silver Effie für Liqui Moly (Commercial)

## Filmografie
- 1986: Im Niemandsland, Kurzfilm, 7min. (Drehbuch und Regie)
- 1988: Nathalie, Kurzfilm, 15min. (Drehbuch und Regie)
- 1989: Rendez-Vous in Schwarz, Kurzfilm, 5min. (Drehbuch und Regie)
- 1992: Concierto Evolución, Kurzfilm, 15min. (Drehbuch und Regie)
- 1995: The Kid & The Kite, Kurzfilm, 8min (Drehbuch und Regie)
- 1995: Gegen den Wind, TV-Serie, 2x45min (Regie)
- 1997: Fantasy for a New Age, mittellanger Spielfilm, 40min (Drehbuch und Regie)
- 2000: The Calling, Kino, 90min. (Regie)
- 2003: Pygmalion, Theater & TV-Adaption (Regie)
- 2004–2009: Zahlreiche Imagefilme und Commercials als Regisseur, Editor und/oder VFX Artist für die Lizard Lounge, München
- Seit 2000 (ongoing): Zahlreiche nationale und internationale Imagefilme und Commercials (Regie) (L’Oréal, Nivea, Lenor, Veet, Telekom, McKinsey, uvm.)
- 2021/22: Mordsschwestern, TV-Serie, Staffel 1 EP 4 Der dünne Piet (Drehbuch)
- 2022/23: Mordsschwestern, TV-Serie, Staffel 2 EP 1 Die Made & EP 3 Schweinepriester (Drehbuch)